# Vincent Bossou
Vincent Bossou (* 7. Februar 1986 in Kara) ist ein togoischer Fußballspieler.

## Karriere

### Verein
Der zentrale Abwehrspieler begann seine Karriere als Elfjähriger bei Maranatha Fiokpo, wechselte jedoch 2010 kurz nach Tunesien zu Étoile Sportive du Sahel. 2011 wechselte er zum vietnamesischen Fußballclub Navibank Sài Gòn FC; im Jahr darauf spielte er in der V-League für Becamex Bình Dương.

### Nationalmannschaft
Vincent Bossou spielte von 2007 bis 2017 für die Nationalmannschaft von Togos. 